# 탕가 (탄자니아)

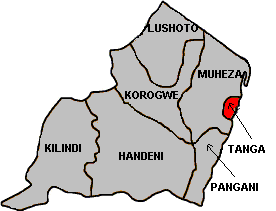
탕가의 위치

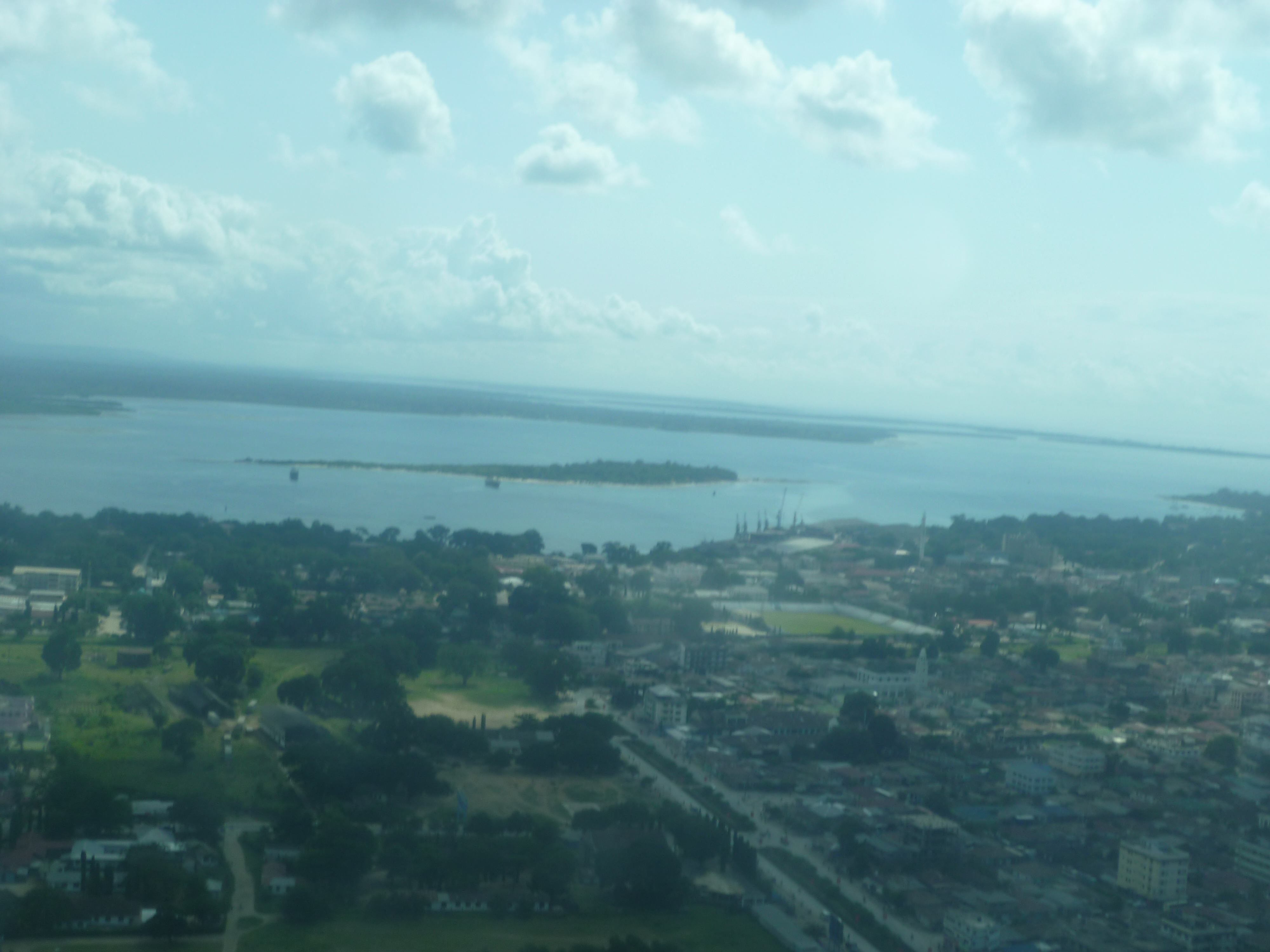
Tanga

탕가(스와힐리어: Tanga)는 탄자니아 북부에 위치한 항구 도시로, 탕가 주의 주도이며 인구는 243,580명(2002년 기준)이다. 탄자니아에서 인구가 많은 도시 가운데 하나이다.
인도양과 맞닿아 있으며 케냐와 국경을 접한다. 주요 수출품은 사이잘, 커피, 홍차, 목화이다. 철도역이 있으며 탄자니아 북부와 다르에스살람을 연결한다.
독일령 동아프리카의 중심지였으며 1889년 군대 주둔지로 결정되었고 1891년 사무소가 설치되었다. 이 때부터 사이잘 재배가 주요 산업이 되었다. 제1차 세계 대전 때에는 전쟁터가 되었는데 1914년 11월 4일에는 영국군이 이 곳에 상륙해서 전투(탕가 전투)를 벌였고 1916년 7월 7일까지 점령되었다.

## 기후
| Tanga의 기후             | Tanga의 기후 | Tanga의 기후 | Tanga의 기후 | Tanga의 기후 | Tanga의 기후 | Tanga의 기후 | Tanga의 기후 | Tanga의 기후 | Tanga의 기후 | Tanga의 기후 | Tanga의 기후 | Tanga의 기후 | Tanga의 기후 |
| 월                       | 1월          | 2월          | 3월          | 4월          | 5월          | 6월          | 7월          | 8월          | 9월          | 10월         | 11월         | 12월         | 연간         |
| ------------------------ | ------------ | ------------ | ------------ | ------------ | ------------ | ------------ | ------------ | ------------ | ------------ | ------------ | ------------ | ------------ | ------------ |
| 일평균 최고 기온 °C (°F) | 32.3 (90.1)  | 33.0 (91.4)  | 33.3 (91.9)  | 31.1 (88.0)  | 29.7 (85.5)  | 29.3 (84.7)  | 28.5 (83.3)  | 28.6 (83.5)  | 29.2 (84.6)  | 30.2 (86.4)  | 31.2 (88.2)  | 32.2 (90.0)  | 30.7 (87.3)  |
| 일일 평균 기온 °C (°F)   | 27.8 (82.0)  | 28.2 (82.8)  | 28.4 (83.1)  | 27.1 (80.8)  | 26.0 (78.8)  | 25.1 (77.2)  | 24.3 (75.7)  | 24.2 (75.6)  | 24.6 (76.3)  | 25.6 (78.1)  | 26.8 (80.2)  | 27.7 (81.9)  | 26.3 (79.4)  |
| 일평균 최저 기온 °C (°F) | 23.4 (74.1)  | 23.4 (74.1)  | 23.6 (74.5)  | 23.2 (73.8)  | 22.3 (72.1)  | 20.9 (69.6)  | 20.1 (68.2)  | 19.8 (67.6)  | 20.1 (68.2)  | 21.1 (70.0)  | 22.4 (72.3)  | 23.2 (73.8)  | 22.0 (71.5)  |
| 평균 강수량 mm (인치)    | 30 (1.2)     | 27 (1.1)     | 98 (3.9)     | 225 (8.9)    | 294 (11.6)   | 84 (3.3)     | 69 (2.7)     | 63 (2.5)     | 78 (3.1)     | 106 (4.2)    | 140 (5.5)    | 76 (3.0)     | 1,290 (51)   |
| 출처:                    |              |              |              |              |              |              |              |              |              |              |              |              |              |